# 世紀末
世紀末（せいきまつ）とは、一つの世紀の終わりである。当然、どのような紀元の暦法であれ「世紀末」は存在するが、日本語では断りがなければ西暦の世紀末を指すのが一般的である。なお、「世紀の最後の年」としての世紀末は、西暦で下二桁が99の年（例：1999年、2099年）ではなく、西暦で下二桁が00の年（例：1900年、2000年）である。対義語で、一つの世紀の始まりは「新世紀」と呼ばれる。
歴史的には、19世紀末の西洋文化思潮 (fin de siècle) を指す語として用いられる。転じて、日本では「世の終わり」を指すものとされることが度々ある。

## 19世紀の「世紀末」
19世紀にヨーロッパで用いられた「世紀末」（特にフランス語の fin de siècle〈ファン・ド・シエクル〉）には、「世紀の末」という本来の意味に留まらない二つの含意があった。一つ目は、繁栄した時代（19世紀に即せばベル・エポック）の末期の退廃（デカダンス）である。二つ目は、一つの世紀ないし時代区分が「終わる」時に待望される切迫した変化を見越した興奮や変化への絶望である。これらの思潮により、19世紀末には「世紀末」という概念が（ヨーロッパの人々の中で）かつてないほど意識されるものとなった。
フランス語で表現した場合に、特にこうしたイメージと結びつくのは、その語がパリやブリュッセルの芸術家集団（およびその運動）と結びついていたことに由来すると思われる。そこには、ステファヌ・マラルメのような詩人、象徴主義のような芸術思潮、そしてオスカー・ワイルドの『サロメ』のような作品が含まれる（「世紀末芸術」も参照）。
対してドイツ語ではこの時期をJahrhundertwendeと呼び、日本語では「世紀転換期」と訳すことが多い。世紀末芸術を表す言葉として「ユーゲント・シュティール」(Jugendstil) があるが、この言葉を文字通り訳すと「青春様式」となり、言葉の含意がフランス語由来の「世紀末」とは若干ニュアンスが異なる。ドイツとフランスの国情や芸術意識の違いが反映していると言えよう。

## 20世紀の日本
20世紀の第4四半期（1976年 - 2000年）における日本では、「世紀末」と「世の終わり」が同義語と見なされる事が度々あった。
これは、古くから「世も末」といった表現で通俗的にも根付いていた「末世」と混同された可能性のほか、五島勉のベストセラー『ノストラダムスの大予言』（1973年発行）によって、「1999年人類滅亡」という言説が広く知られるようになった結果、20世紀末と世界滅亡が直接結び付けられてしまったこと、世紀末の荒廃した世界を題材にしたフィクション作品の影響などが一因として挙げられる。
この外にも、エドガー・ケイシーの「1998年世界的破局」や、コンピューターの「2000年問題」も、「20世紀末＝世界滅亡」という言説に拍車をかけた。
なお、ノストラダムスの予言と1999年の凶変を結び付ける言説は、第二次世界大戦後に現れたものであり、第二次世界大戦前には全く見られない。

## フィクションの中の「世紀末」
上記の通り、日本およびSF作品等フィクションの一部では「世の終わり」と混同されることがあり、特に映画『マッドマックス』や漫画『北斗の拳』等の影響か、本来の西暦の節目という意味ではなく、「世紀末＝人類が死に絶えて、荒廃した世界」というイメージが少なからず存在している。従って、作品内の時代設定が世紀末でなくとも、人類が絶滅した世界、無人化して荒廃した都市、サイバーパンク系などのイメージを「世紀末的世界」として説明される事も少なくない（→「終末もの」）。特に1980年代から1990年代までのフィクション作品において顕著である。
下記は「世紀末的世界観」をモチーフとしたフィクション作品の一例である。

### 映画
- マッドマックス
- エスケープ・フロム・L.A.
- ニューヨーク1997
- ターミネーターシリーズ
- フォートレス 未来要塞からの脱出

### 小説
- 猿の惑星シリーズ - 1968年に1作目が映画化
- 復活の日 - 1980年に映画化
- メトロ2033

### 漫画・アニメ
- バイオレンスジャック
- 北斗の拳
- 風の谷のナウシカ
- AKIRA
- 覚悟のススメ
- Blue Gender

### ビデオゲーム
- 女神転生シリーズ
- Fallout シリーズ
- メタルマックスシリーズ
- シャドウラン - 原作はテーブルトークRPG

## フランスの「ファン・ド・シエクル」
現在のフランスでは、「ファン・ド・シエクル」(Fin de siècle) は、ノルマンディー地方のチーズの名前になっている。

## グレゴリオ暦と世紀末閏年
グレゴリオ暦では、西暦で各世紀の最後に来る100の倍数の年のうち、400で割り切れる年のみが閏年となり、400で割り切れない年は平年となる。なお、各世紀最後の年のカレンダーは、以下のようになる。
- 400で割り切れる（例：1600年、2000年、2400年）→ 土曜日から始まる閏年
- 400で割ると1つ余る（例：1700年、2100年、2500年）→ 金曜日から始まる平年
- 400で割ると2つ余る（例：1800年、2200年、2600年）→ 水曜日から始まる平年
- 400で割ると3つ余る（例：1900年、2300年、2700年）→ 月曜日から始まる平年